# Xã Fox, Quận Jasper, Illinois
Xã Fox (tiếng Anh: Fox Township) là một xã thuộc quận Jasper, tiểu bang Illinois, Hoa Kỳ. Năm 2010, dân số của xã này là 512 người.